# 杨力舟
杨力舟（1942年—），汉族，中华人民共和国美术家、政治人物，中国美术馆原馆长、党委副书记，第十届、第十一届全国政协委员。
2008年，当选第十一届全国政协委员，代表文化艺术界，分入第二十七组。并担任文史和学习委员会专委。